# (2148) Epeios
(2148) Epeios ist ein Asteroid aus der Gruppe der Jupiter-Trojaner. Damit werden Asteroiden bezeichnet, die auf den Lagrange-Punkten auf der Bahn des Jupiter um die Sonne laufen. (2148) Epeios wurde am 24. Oktober 1976 von Richard M. West entdeckt.
Benannt wurde der Asteroid nach Epeios, einem griechischen Soldaten des Trojanischen Krieges, der am Bau des Trojanischen Pferdes beteiligt war.